# Moulin Defrenne
Le moulin Defrenne est un moulin à vent construit en 1830 et situé à Grand-Leez dans la commune de Gembloux en province de Namur (Belgique). 
Le moulin à vent avec son mécanisme est classé comme monument le 17 octobre 1962 et repris sur la liste du patrimoine exceptionnel de la Région wallonne depuis 2016.

## Localisation
Le moulin Defrenne est situé à Grand-Leez, rue du Moulin à Vent no 36. Il est bâti à une altitude de 170 m.

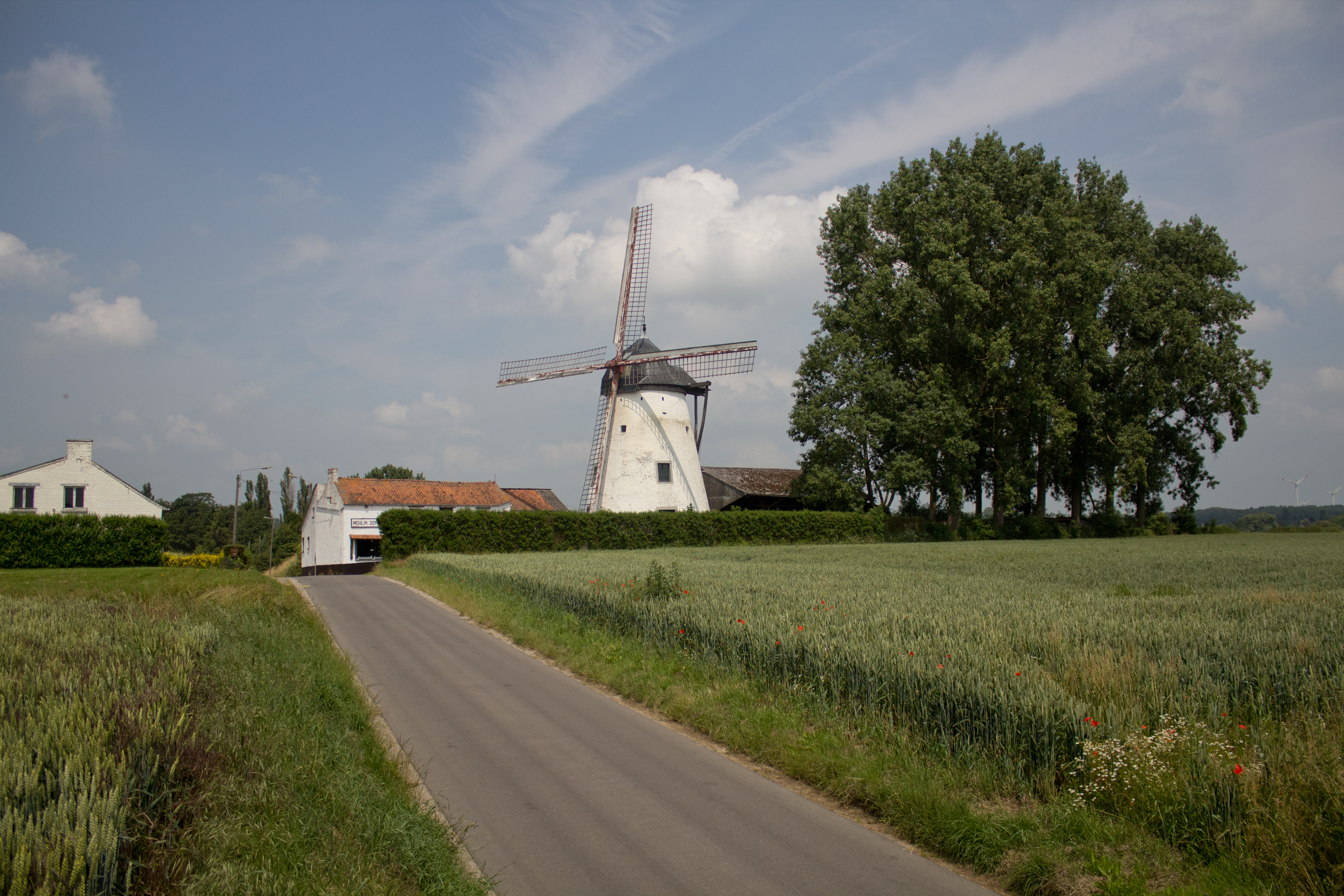

## Historique
Le moulin est construit en 1830 (certaines sources évoquent 1840) pour Charles Sevrin et son épouse Julienne Heurion tous deux natifs de Grand-Leez. En 1870, Charles Defrenne et son épouse Anne-Joseph Hemptinne acquièrent le bâtiment. En 1900, à la suite de l'incendie du moulin, la commune de Grand-Leez aide la propriétaire (la veuve Defrenne née Conart) à le reconstruire et les pales sont remplacées trois ans plus tard par des pales originaires de Campine. De 1984 à 1991, le bâtiment est restauré grâce à une très large contribution des pouvoirs publics. La famille Defrenne est aujourd'hui toujours propriétaire.

## Description
Ce moulin à vent circulaire à circonférence dégressive de 12 m de diamètre à la base est bâti en brique chaulée, est percé de quelques baies rectangulaires et surmonté d'une toiture arrondie. Une poulie occupe l'arrière du bâtiment. Une paire de meules d'un diamètre de 1,6 m et d'un poids de 2 636 kilos est toujours en fonction. Les pales ont une envergure d'environ 25 m.
La maison en brique chaulée et toiture en tuiles rouges jouxtant le moulin porte l'inscription MOULIN DEFRENNE et possède une petite niche grillagée avec le texte suivant : St Dona PP Nous.

## Visite
Le moulin est encore en fonction et le meunier accueille les visiteurs. Le froment est moulu sur des meules en pierre naturelle actionnées à l'électricité ou au vent par temps favorable.

### Sources et liens externes
- « LE MOULIN DEFRENNE », sur grand-leez-petit-leez.be (consulté le 5 mai 2023)
- « Le Moulin Defrenne », sur Site de la ville de Gembloux (consulté le 11 août 2020)